# Ebenezer Elliott
Ebenezer Elliott (ur. 17 marca 1781, zm. 1 grudnia 1849) – angielski poeta ludowy, robotnik hutniczy, później właściciel sklepu z żelazem, przez swe główne dzieło "Cornlaw-Rhymes" (1831), przedstawiające ówczesną nędzę robotniczą, stał się założycielem poezji społecznej. Rzetelność natchnienia i udatne opisy przyrody przeważają nad zdarzającymi się błędami artystycznymi. Wydania poezji 1829, 1838, nowe wydanie staraniem syna poety Edwina 1876, 2 t. Zbiorowe wydanie poezji i listów z biografią Watkinsa 1850.
Wiersz Epitafium poety przełożył na język polski Wiktor Jarosław Darasz.